# 小行星4381
小行星4381（英語：4381 Uenohara）是一颗围绕太阳公转的小行星。1989年11月22日，川里信弘在上野原市发现了此天体。
这颗小行星的绝对星等为229.1339286212317等。